# Тишина
Тишина, тишь — состояние спокойствия[уточнить] звука, также называется безмолвием. 
Иногда в аллегориях тишиной называют не полное спокойствие звукового окружения, а лишь частичное, относительное, например, безмолвие природы, контрастирующее с громким шумом мегаполиса.
Полное отсутствие любого акустического шума и звука называется абсолютной тишиной. Она может быть зафиксирована только инструментальными исследованиями. Человек не может слухом услышать абсолютной тишины, так как, во всяком случае, он будет слышать звук своего сердца и течение крови по кровеносным сосудам. В условиях приближенных к абсолютной тишине, человек испытывает негативные воздействия на психику, возможно до появления у него слуховых галлюцинаций.
Очень тихие места — сурдокамеры и безэховые камеры, созданные для исследований и подготовки космонавтов. Например, такие камеры существуют в «Башне молчания» (Санкт-Петербург), созданной по проекту архитектора А. А. Полещука на деньги, полученные академиком Иваном Петровичем Павловым от «Леденцовского общества», в 1913—1917 гг., ныне при Музее истории научно-исследовательского института экспериментальной медицины, они являются первыми в России сурдокамерами.
Условия наиболее приближённые к абсолютной тишине созданы Стивеном Орфилдом (Steven Orfield) в Южном Миннеаполисе в «безэховой тестовой камере» (Anechoic Test Chamber) «Лабораторий Орфилд» (Orfield Laboratories), созданной для измерения акустического шума. Чтобы достичь исключительной тишины, в комнате использованы стекловолоконные акустические платформы толщиной в метр, двойные стены из изолированной стали и бетон толщиной в 30 см. Камера блокирует 99,99 процента внешних звуков и поглощает внутренние. Она внесена в Книгу рекордов Гиннесса как самое тихое место, 21 января 2004 года здесь был зафиксирован рекордно низкий показатель фонового шума: -9,4 дБ. Эта камера используется многими производителями для тестирования громкости своих продуктов, таких как клапаны сердца, звук дисплея мобильного телефона, звук переключателя на приборной панели автомобиля. Также её используют для определения качества звука.
В культуре
- музыкальная пьеса 4′33″ (1952)